# Conor Lenihan

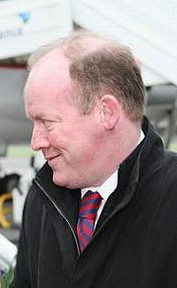
Conor Lenihan (2008)

Conor Lenihan (irisch Conchúr Ó Luineacháin; * 3. März 1963 in Dublin) ist ein irischer Journalist und Politiker (Fianna Fáil).

## Leben
Lenihan besuchte das Belvedere College und das University College Dublin. Danach arbeitete er als Journalist und Korrespondent in London. Mit Beginn der 1990er Jahre nahm er seine Tätigkeit beim Dubliner Lokalradio 98FM auf. Der Mobilfunkanbieter O2 gewann ihn schließlich als Berater im ausgehenden 20. Jahrhundert.
Lenihan zog erstmals bei den Wahlen 1997 im Wahlkreis Dublin South-West in den Dáil Éireann ein und konnte diesen Sitz bis 2011 verteidigen.
In der Regierung Ahern I wurde er am 5. Oktober 2004 zum Staatsminister im Außenministerium für Entwicklungshilfe ernannt. Beim Regierungswechsel zur Regierung Ahern II ernannte ihn der Taoiseach Bertie Ahern am 20. Juni 2007 zum Staatsminister für Integration im Justiz-, im Erziehungs- und im Lokalministerium. Diesen Posten behielt er dann auch noch ein weiteres Jahr bei, als Bertie Ahern die Regierung erneut umbildete. Am 22. April 2009 wurde er Staatsminister für Wissenschaft im Erziehungs- und im Handelsministerium. Mit der Regierungsübernahme von Brian Cowen blieb er im Amt des Wissenschaftsministers. Zusätzlich wurde er Staatsminister für natürliche Ressourcen im Umweltministerium. Als er bei den Wahlen 2011 scheiterte, schied er aus der Regierung Cowen aus.
Mit dem Ausscheiden aus der Regierung und dem Parlament war er von 2011 bis 2015 bei der Stiftung für die Entwicklung der Innograd Skolkowo Vizepräsident. Sein Versuch, bei der Europawahl 2019 zu kandidieren, misslang.
Lenihan war mit Denise seit 1999 verheiratet. Das Paar hatte zwei Kinder, einen Sohn und eine Tochter. Lenihan ließ sich scheiden und wiederverheiratete sich in Moskau 2013. Conor Lenihan ist der Enkel des Abgeordneten (Teachta Dála) Patrick Lenihan, der Sohn des ehemaligen Tánaiste und Ministers Brian Lenihan senior sowie der Bruder des Abgeordneten Brian Joseph Lenihan. Die Politikerin Mary O’Rourke ist seine Tante.